# Bóbitás királyka
A bóbitás királyka (Leptopoecile elegans) a verébalakúak (Passeriformes) rendjébe, ezen belül az őszapófélék (Aegithalidae) családjába és a Leptocile nembe tartozó faj. 10 centiméter hosszú. Kína és feltehetően India fenyveseiben él. Rovarokkal táplálkozik. Feltehetően április végétől, május elejétől költ.

## Fordítás
- Ez a szócikk részben vagy egészben  a   Crested tit-warbler című angol Wikipédia-szócikk fordításán alapul.  Az eredeti cikk szerkesztőit annak laptörténete sorolja fel. Ez a jelzés csupán a megfogalmazás eredetét és a szerzői jogokat jelzi, nem szolgál a cikkben szereplő információk forrásmegjelöléseként.